# Esekibo (kolonija)
Esekvibo (nizozemsko Kolonie Essequebo, [koˈloni ɛsəˈkʋebo]) je bila kolonija in pozneje okraj ob reki Essequibo v Gvajanski regiji na severni obali Južne Amerike. Med letoma 1616 in 1792 je bila kolonija Nizozemske zahodnoindijske družbe in od leta 1792 do 1815 kolonija nizozemske države. Britanci so jo leta 1812 združili z Demeraro in prevzeli nadzor. Uradno je postala britanska kolonija leta 1815, dokler se Demerara-Esekvibo ni združil z Berbisejem v kolonijo Britanske Gvajane leta 1831. Leta 1838 je do leta 1958 postala okraj Britanske Gvajane. Leta 1966 se je Britanska Gvajana osamosvojila kot Gvajana, leta 1970 pa je postala republika kot Kooperativna republika Gvajana. Nahajaloa se je okoli spodnjega toka reke Demerara, njeno glavno naselje pa je bil Georgetown.

## Zgodovina
Esekvibo so ustanovili kolonisti iz prve zelandske kolonije Pomeroon, osvojene leta 1581, ki so jo okoli leta 1596 uničili Španci in lokalni bojevniki. Pod vodstvom Joosta van der Hoogeja so Zelandci odpotovali do otoka, imenovanega Kyk-Over-Al na reki Essequibo (pravzaprav ob reki, imenovani Mazaruni ). Ta lokacija je bila izbrana zaradi strateške lege in trgovine z lokalnim prebivalstvom. Van der Hooge je tam naletel na starejšo porušeno portugalsko utrdbo (portugalski grb je bil vklesan v kamen nad vrati). Z uporabo sredstev Nizozemske zahodnoindijske družbe (WIC) je van der Hooge od leta 1616 do 1621 zgradil novo utrdbo, imenovano "Fort Ter Hoogen", čeprav je utrdba med prebivalci hitro postala znana kot Fort Kyk-Over-Al (slovensko: Utrdba s pogledom na vse). Tu se je leta 1621 naselila uprava Zahodnoindijske družbe in guverner celotne kolonije.
Sprva se je kolonija imenovala Nova Zeelandia (Nova Zelandija), kmalu pa se je uveljavila uporaba imena Esekvibo. Na južnem bregu reke je bil zgrajen zaselek Cartabo z 12 do 15 hišami. Okoli reke so nastali nasadi, kjer so sužnji gojili bombaž, indigo in kakav. Nekoliko nižje, na Forteilandu ali "Otoku velike zastave", je bila zgrajena utrdba Fort Zeelandija . Od leta 1624 je bilo območje stalno naseljeno, od leta 1632 pa je bilo skupaj s Pomeroonom pod jurisdikcijo Zeelandske zbornice WIC (Zahodnoindijska družba). Leta 1657 je zbornica regijo prenesla pod nadzor mesta Middelburg, Veere in Vlissingen, ki so tam ustanovila "Upravo nove kolonije na Isekepeju". Od takrat naprej se je Pomeroon imenoval 'Nova Zeelandija'.
Leta 1658 je kartograf Cornelis Goliath izdelal zemljevid kolonije in naredil načrte za izgradnjo mesta z imenom »Novi Middelburg«, vendar je druga anglo-nizozemska vojna (1665–67) te načrte prekinila. Esekvibo so leta 1665 zasedli Britanci (skupaj z vsemi drugimi nizozemskimi kolonijami v Gvajanah ), nato pa so ga oplenili Francozi. Naslednja leta so Zeelandci poslali eskadriljo ladij, da ponovno zavzame območje. Medtem ko je Abraham Crijnssen Angležem prevzel kolonijo Surinam, je takrat zapuščeno Esekvibo zasedel Matthys Bergenaar. Leta 1670 je Zbornica WIC v Zeelandu ponovno prevzela nadzor nad kolonijami. Nizozemske kolonije v regiji so pretrpele veliko trpljenja zaradi devetletne vojne (1688–1697) in španske nasledstvene vojne (1701–14), ki sta v regijo pripeljala pirate. Leta 1689 so Pomeroon uničili francoski pirati in ga zapustili.
Zbornica WIC v Zeelandu je ohranila nadzor nad kolonijami, kar je včasih povzročilo kritike zbornice WIC v Amsterdamu, ki je prav tako želela tam začeti s plantažami. Zeelandci pa so sami ustanovili kolonijo in potem, ko so leta 1666 ponovno prevzeli Esekvibo pod poveljstvom poveljnika iz  Fort Nassau Bergen, so se imeli za zakonite vladarje regije. Pod guvernerjem Laurensom Storm van's Gravesandejem so po letu 1740 v kolonijo začeli prihajati angleški plantažerji.
Po letu 1745 se je število nasadov ob Demerari in njenih stranskih rekah hitro povečalo. Tu so se začeli naseljevati zlasti britanski kolonisti z Barbadosa . Po letu 1750 je bil dodeljen poveljnik britanskega prebivalstva, ki jim je dal lastno predstavništvo. Okoli leta 1780 je bilo ob ustju Demerare ustanovljeno majhno osrednje naselje, ki je leta 1784 prejelo ime Stabroek, poimenovano po enem od direktorjev Zahodnoindijske družbe.
Skupina britanskih zasebnikov je 24. februarja 1781 zavzela Esekvibo in Demeraro, vendar ni ostala. Marca sta dve plovili eskadrilje kraljeve mornarice pod vodstvom admirala Lorda Rodneyja sprejeli predajo "kolonije Demarari in reke Esekvebo". Od 27. februarja 1782 do februarja 1783 so Francozi zasedli kolonijo, potem ko so guvernerja Roberta Kinstona prisilili k predaji. Pariški mir, ki se je zgodil leta 1783, je ta ozemlja vrnil Nizozemcem. 
Leta 1796 so ga trajno zasedli Britanci in do leta 1800 sta Esekvibo in Demerara ter na območju imeli okoli 380 nasadov sladkornega trsa.

### Mejni spori
Z mirom v Amiensu (1802) je Nizozemska za kratek čas, od 1802 do 1803, dobila kolonijo Esekvibo, nato pa so jo Britanci ponovno zavzeli med Napoleonovimi vojnami. Leta 1812 jo je Britanec Stabroek preimenovali v Georgetown. Esekvibo je postal uradno britansko ozemlje 13. avgusta 1814 kot del Londonske pogodbe in je bil združen s kolonijo Demerara.
Zapletla pa se je tudi v enega najbolj vztrajnih mejnih sporov v Latinski Ameriki, ker je imela nova kolonija reko Esekvibo kot svojo zahodno mejo s špansko generalno kapitanijo Venezuele. Čeprav je Španija še vedno zahtevala regijo, Španci niso izpodbijali pogodbe, ker so bili preokupirani z boji svojih kolonij za neodvisnost. 21. julija 1831 se je Demerara-Esekvibo združila z Berbisejem, da bi ustvarila Britansko Gvajano z reko Esekvibo kot njeno zahodno mejo, čeprav je veliko britanskih naseljencev živelo zahodno od Esekviba.
Leta 1835 je britanska vlada prosila nemškega raziskovalca Roberta Hermanna Schomburgka, naj naredi zemljevide Britanske Gvajane in označi njene meje. Po ukazu britanskih oblasti je Schomburgk začel zahodno mejo Britanske Gvajane z novo republiko Venezuelo pri ustju reke Orinoco, čeprav so vsi venezuelski zemljevidi kazali reko Esekvibo kot vzhodno mejo države. Leta 1840 je bil objavljen zemljevid britanske kolonije. Venezuela ni sprejela Schomburgkove črte, ki je celotno porečje reke Kujuni postavila znotraj kolonije. Venezuela je protestirala in zahtevala celotno območje zahodno od reke Esekvibo. Začela so se pogajanja med Veliko Britanijo in Venezuelo o meji, vendar obe državi nista mogli doseči nobenega kompromisa. Leta 1838 je Esekvibo postal eden od treh okrajev Gvajane, druga dva sta bila Berbis in Demerara. Leta 1850 sta se obe državi dogovorili, da ne bosta zasedli spornega območja.
Odkritje zlata na spornem območju v poznih 1850-ih je znova sprožilo spor. Britanski naseljenci so se preselili v regijo in ustanovljena je bila rudarska družba Britanske Gvajane, ki je rudarila nahajališča. V preteklih letih je Venezuela večkrat protestirala in predlagala arbitražo, vendar britanska vlada ni bila zainteresirana. Venezuela je leta 1887 dokončno prekinila diplomatske odnose z Veliko Britanijo in zaprosila za pomoč ZDA. Britanski premier Lord Salisbury je sprva zavrnil predlog vlade Združenih držav o arbitraži, toda ko je predsednik Grover Cleveland zagrozil, da bo posredoval v skladu z Monroejevo doktrino, je Velika Britanija leta 1897 privolila, da mednarodno sodišče razsoja o meji.
Dve leti je sodišče, sestavljeno iz dveh Britancev, dveh Američanov in enega Rusa, preučevalo primer v Parizu (Francija). Njihova odločitev tri proti dva, izrečena leta 1899, je 94 odstotkov spornega ozemlja dodelila Britanski Gvajani. Venezuela je dobila le ustja reke Orinoco in kratek del atlantske obale na vzhodu. Čeprav Venezuela ni bila zadovoljna z odločitvijo, je komisija raziskala novo mejo v skladu z razsodbo in obe strani sta mejo sprejeli leta 1905. Zadeva je veljala za rešeno naslednjega pol stoletja.
Leta 1958 je bil okraj Esekvibo ukinjen, ko je bila Gvajana razdeljena na okraje. Zgodovinski Esekvibo je bil razdeljen leta 1958  in je del številnih gvajanskih upravnih regij, ime pa je ohranjeno v regijah Esekvibo otoki-Zahodna Demerara in Zgornji Takutu-Zgornji Esekvibo.
Leta 1962 je Venezuela v skladu s politiko ZN o dekolonizaciji obnovila svoj zahtevek iz 19. stoletja, češ da je arbitražna razsodba neveljavna. Leta 1949 je ameriški pravnik Otto Schoenrich, imenovani partner v newyorški odvetniški družbi Curtis, Mallet-Prevost, Colt &amp; Mosle, dal venezuelski vladi memorandum, ki ga je napisal Severo Mallet-Prevost, uradni sekretar ameriško-venezuelske delegacije. v Arbitražnem sodišču, ki je bil napisan leta 1944, da bi izšel šele po njegovi smrti. Mallet-Prevost je iz zasebnega obnašanja sodnikov domneval, da obstaja politični dogovor med Rusijo in Veliko Britanijo,  in dejal, da je ruski predsednik senata, Friedrich Martens, poleti 2018 obiskal Veliko Britanijo z britanskima arbitroma. 1899, nato pa je obema ameriškima sodnikoma ponudil izbiro med sprejetjem soglasne razsodbe v skladu s končnim dogovorom ali večinskim mnenjem 3 proti 2, ki je še bolj ugodno za Britance. Druga možnost bi v celoti sledila črti Schomburgk in Britancem dala ustje Orinoka. Mallet-Prevost je dejal, da so bili ameriški sodniki in venezuelski svetovalci zgroženi nad situacijo in so razmišljali o možnosti 3 proti 2 z ostro izraženim manjšinskim mnenjem, vendar so se na koncu strinjali z Martensom, da bi preprečili, da bi Venezueli odvzeli še več ozemlja.  Ta memorandum je dal motiv za trditve Venezuele, da je v resnici obstajal politični dogovor med britanskimi sodniki in ruskim sodnikom na arbitražnem sodišču, in privedel do oživitve Venezuele glede njenega zahtevka po spornem ozemlju.  Britanska vlada je to trditev zavrnila in potrdila veljavnost razsodbe iz leta 1899. Tudi vlada Britanske Gvajane, takrat pod vodstvom PPP, je to trditev odločno zavrnila. Prizadevanja vseh strani za rešitev zadeve na predvečer neodvisnosti Gvajane leta 1966 so bila neuspešna. Do danes spor ostaja nerešen.

## Guvernerji

### Guvernerji Esekviba
- Adrian Groenewegen (1616 – 24)
- Jacob Conijn (1624 – 27)
- Jan van der Goes (1627 – 38)
- Cornelis Pieterszoon Hose (1638 – 41)
- Andriaen van der Woestijne (1641 – 44)
- Andriaen Janszoon (1644 – 16. . )
- Aert Adriaenszoon Groenewegel (1657 – 64)
- John Scott (1665 – 66)
- Abraham Crijnssen (1666)
- Adriaen Groenewegel (1666)
- Baerland (1667–70)
- Hendrik Bol (1670 – 76)
- Jakob Hars (1676 – 78)
- Abraham Beekman (1678 – 90)
- Samuel Beekman (2. november 1690 – 10. december 1707)
- Peter van der Heyden Resen (10. december 1707 – 24. julij 1719)
- Laurens de Heere (24. julij 1719 – 12. oktober 1729)
- Hermanus Gelskerke († 1742) (12. oktober 1729 – april 1742)
- Laurens Storm van's Gravesande († 1775) (april 1743 – 50) [9]
- Robert Nicholson (27. februar 1781 – 82)
- Abraham Jacob van Imbijze van Batenburg (22. april 1796 – 27. marec 1802)

### Generalni direktorji
- Laurens Storm van's Gravesande (1752 – 2. november 1772) [9]
- George Hendrik Trotz (2. november 1772 – 81)

### Poveljniki Esekviba
- Albert Siraut des Touches (1784)
- Johannes Cornelis Bert (1784 – 87)
- Albertus Backer (1. čas) (1787 – 89)
- Gustaaf Eduard Meijerhelm (1789 – 91)
- Matthijs Thierens (1791 – 93)
- Albertus Backer (2. čas) (1793 – 22. april 1796)
- George Hendrik Trotz (27. marec 1802 – september 1803)

### Podguvernerja Demerare in Esekviba
- Robert Nicholson (september 1803 – 18. avgust 1804)
- Antony Beaujon (18. avgust 1804 – 17. oktober 1805)
- James Montgomery (v vlogi) (19. oktober 1805 – 8. maj 1806)
- Henry William Bentinck (*1765 – †1821) (8. maj 1806 – februar 1812)
- Hugh Lyle Carmichael (*1764 – †1813) (februar 1812 – 11. maj 1813)
- E. Codd (v.d.) (11. maj 1813 – 23. maj 1813)
- John Murray (23. maj 1813 – 26. april 1824)
- Sir Benjamin d'Urban (26. april 1824 – 21. julij 1831)